# Пальмирское царство
Пальмирское царство или Пальмирская империя (260—273) — сепаратистское государство с центром в Пальмире, образованное на территории Римской империи во время её кризиса в III веке. В состав государства входили провинции Сирия, Палестина, Египет и часть Южной Армении. Управлялось Оденатом (260—267) и Зенобией (267—273).
При Каракалле (около 212 года) Пальмира была объявлена римской колонией с преимуществами juris italici (то есть с правами, равными правам колоний, находившихся непосредственно в самой Италии). Управление в ней было передано местному уроженцу, сенатору Септимию Оденату. Однако он восстал против центральной власти и был убит неким Руфином. Сын Одената Гайран правил недолго и вскоре умер. После него правил другой сын, Оденат II. Персы, воспользовавшись сложным внутренним положением в Римской империи, начали войну за восточные провинции. Оденат взялся защищать римские владения с помощью расквартированных здесь легионов (среди них был и знаменитый XII Молниеносный легион). За это он в 258 году получил от императора Валериана II титул консуляра (наместника в ранге консула).
В 260 году Валериан потерпел поражение от персов в битве при Эдессе и попал в плен, после чего Оденат провозгласил себя «царём царей» (rex consul imperator dux Romanorum). Он совершил победоносный поход на Парсию, заняв Нисибис, Карры, несколько раз брал персидскую столицу Ктесифона. Оденат был убит в 267 году своим племянником Меонием, наследником был провозглашён его малолетний сын Вабаллат. Регентом стала жена Одената Зенобия. При ней Пальмира достигла апогея своего могущества: были присоединены Египет, Сирия, Палестина, Южная Армения.

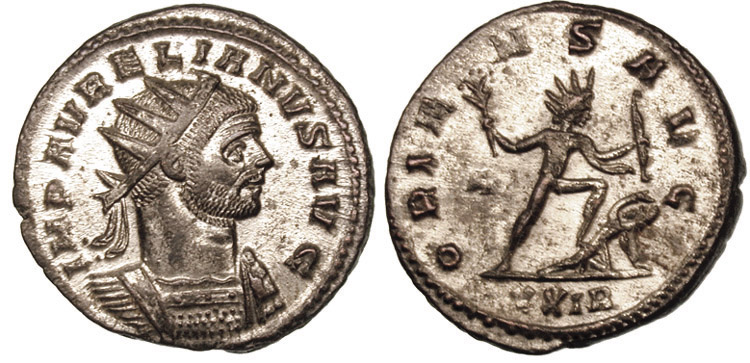
Аврелиан в образе Гелиоса побеждает Пальмирское царство

Однако при ней же Пальмира и пала. Вступивший на престол в 270 году император Аврелиан после разгрома алеманнов решился воевать против отколовшихся восточных провинций. Он легко подчинил себе Малую Азию, не встречая серьёзного сопротивления нигде, кроме Византия и Тианы (явившийся императору во сне Аполлоний Тианский предрёк ему победу и долгое правление, если он не разрушит город). Войска Зенобии были разгромлены в битвах при Иммах и при Эмесе. Царица попыталась бежать в Парфию, но Пальмира была осаждена — и она попала в плен. Аврелиан отбыл в Египет, но затем (273 год) спешно вернулся, так как город вновь восстал. На этот раз он был отдан на разграбление легионерам. Пальмирская империя исчезла навсегда, как и былое великолепие её столицы: Пальмира так и не сумела оправиться от событий тех лет. Аврелиан, восстановивший порядок на востоке Империи, был провозглашён Restitutor Orientis (рус. Реставратор Востока).